# Ezekiel Jackson
Parmar Rycklon Stephens (ur. 14 grudnia 1978 w Linden, Gujana) – gujańsko-amerykański wrestler i kulturysta. Bardziej znany spod pseudonimu ringowego jako Ezekiel Jackson. Jednokrotny zdobywca tytułu WWE Intercontinental Championship (2011) oraz jednokrotny i zarazem ostatni posiadacz mistrzostwa ECW Championship (2010).

## Kariera

### Początki występów w wrestlingu – Florida Championship Wrestling (2007 – 2008)
W marcu 2007 podpisał kontrakt z World Wrestling Entertainment (WWE), a następnie zadebiutował pod koniec czerwca 2007 w federacji rozwojowej Florida Championship Wrestling (FCW). W FCW występował do początku maja 2008 by zostać kolejno przeniesionym do głównego rosteru WWE.

### Różne rywalizacje w WWE (2008 – 2014)
W głównym rosterze WWE zadebiutował podczas jednego z odcinków SmackDown w dniu 18 lipca 2008 jako Ezekiel i zaczął odgrywać rolę ochroniarza The Briana Kendricka. W ringu swoją pierwszą walkę odbył dopiero w październiku 2008 przeciwko Super Crazy. Następnie przez kolejne miesiące występował w tag teamie z The Brianem Kendrickiem. Na początku kwietnia 2009 wystąpił po raz ostatni na SmackDown, przechodząc do brandu ECW poprzez draft. W nowym brandzie zadebiutował dopiero w lipcu 2009, a następnie rozpoczął feud z Vladimirem Kozlovem. W sierpniu 2009 założył stajnię z Kozlovem i Williamem Regalem, której celem było prowadzenie rywalizacji z Christianem. W listopadzie 2009 obrócił się przeciwko Regalowi i Kozlovowi prowadząc z nimi rywalizację. Między grudniem 2009 a styczniem 2010 brał udział w turnieju ECW Homecoming, który wygrał stając się pretendentem #1 do walki o tytuł ECW Championship.
W styczniu 2010 ponownie powrócił do feudu z Christianem o tytuł ECW Championship, zdobywając to mistrzostwo dopiero w ostatnim odcinku ECW w dniu 16 lutego 2010 – tym samym Jackson stał się ostatnim posiadaczem tego mistrzostwa, gdyż w tym samym odcinku po walce Jacksona z Christianem, Vince McMahon ogłosił zamknięcie brandu ECW. Jackson utrzymał tytuł ECW Championship tylko do końca finałowego odcinka ECW.
W marcu 2010 z powrotem powrócił na SmackDown jednak w kwietniu 2010 uległ kontuzji mięśnia czworogłowego uda, a następnie został przeniesiony na Raw dzięki draftowi. Do telewizji powrócił dopiero w październiku 2010 występując na Raw do grudnia 2010 kiedy ponownie został przeniesiony do brandu SmackDown.
W dniu 11 stycznia 2011 podczas odcinka SmackDown (wyemitowanego 14 stycznia) Jackson dołączył do Wade’a Barretta, Justina Gabriela i Heatha Slatera, którzy zaatakowali The Big Showa. W następnym tygodniu cała czwórka przedstawiła siebie jako stajnia The Corre. Na początku maja 2011 Jackson pokonał w solowym starciu The Big Showa jednak po walce odmówił celebrowania zwycięstwa z resztą The Corre, którzy później na zapleczu hali zaatakowali Jacksona. Następnie sam Jackson rozpoczął feud z nieformalnym przywódcą The Corre – Wade’em Barrettem.
Na gali WWE Capitol Punishment w czerwcu 2011 Jackson pokonał Barretta zdobywając tytuł WWE Intercontinental Championship. W dniu 12 sierpnia 2011 utracił mistrzostwo na rzecz Cody’ego Rhodesa – po 51 dniach utrzymywania tytułu. W kolejnych tygodniach prowadził rywalizację zarówno z Rhodesem jak i z Tedem DiBiase Jr.
Od stycznia 2012 zaczął występować jako jobber, przegrywając pojedynki z Jinderem Mahalem, Drew McIntyre’em i Davidem Otungą. Od maja 2012 występował zarówno na SmackDown jak i na NXT. W połowie 2012 uległ kontuzji górnych części ciała przez co pauzował w występach przez kilka miesięcy. Pojawił się dopiero na wydarzeniu WrestleMania Axxess w dniu 4 kwietnia 2013. Na początku stycznia 2014 WWE podało, że Jackson zmaga się z kolejną kontuzją, i że z tego powodu przejdzie zabieg medyczny. Na początku kwietnia 2014 WWE ogłosiło zwolnienie zawodnika.

### Inne federacje – Total Nonstop Action Wrestling, Lucha Underground i scena niezależna (2014 – 2015)
W Total Nonstop Action Wrestling zadebiutował jako Rycklon wraz z Gene’em Snitskym podczas odcinka Impact Wrestling w dniu 25 czerwca 2014. Zaatakował wtedy Tommy’ego Dreamera, Bully’ego Raya i Devona – sprzymierzył się również z prezeską TNA Dixie Carter. Na początku sierpnia 2014 Jackson i Snitsky zostali zwolnieni z TNA przez Carter.
We wrześniu 2014 rozpoczął pracę dla Lucha Underground jako Big Ryck dołączając do stajni The Crenshaw Crew i będąc przez pewien czas ich liderem. W styczniu 2015 pozostali zawodnicy stajni The Crenshaw Crew zaatakowali Rycka wypalając mu oko jego własnym cygarem (w kayfabe) przez co zaczął występować z opaską na prawym oku. W kolejnych miesiącach prowadził rywalizację z The Crenshaw Crew oraz innymi zawodnikami Lucha Underground. Od maja 2015 zaprzestał występów ze względu na problemy z podróżowaniem na nagrania kolejnych odcinków do drugiego sezonu Lucha Underground. Jego postać została usunięta z rosteru Lucha Underground poprzez storyline, zgodnie z którym Big Ryck „został zabity” przez członków stajni The Disciples of Death.
W październiku 2015 wystąpił w niemieckiej promocji Westside Xtreme Wrestling (wX w.) jako Big Ryck tocząc swój ostatni pojedynek jako czynny wrestler. Od 2016 jest trenerem wrestlingu i trenerem personalnym w fitnessie.

### Tytuły i osiągnięcia
- Pro Wrestling Illustrated
  - Sklasyfikowany na 78. miejscu wśród 500 najlepszych wrestlerów w zestawieniu PWI 500 za 2011 rok.
- World Wrestling Entertainment/WWE
  - ECW Championship (1 raz, ostatni mistrz)
  - WWE Intercontinental Championship (1 raz)
  - Zwycięzca ECW Homecoming Tournament (2010)

## Życie osobiste
Ukończył University at Buffalo. W 2004 poślubił Jenn Stephens. W mediach społecznościowych określił siebie gorliwym chrześcijaninem.